# 深圳鎮
深圳鎮曾是中國廣東省寶安縣轄下的一個鎮，深圳市的“深圳”就是取自於深圳鎮。
深圳鎮大致位於現時深圳市羅湖區內，而罗湖区的前身就是宝安县的深圳镇和附城公社。
1982年撤销深圳镇改设人民路、和平路2个街道。1983年和平路更名为桂园街道，人民路更名为蛟湖街道。1999年蛟湖更名为东门街道。